# Göcklingen
Göcklingen est une municipalité de la Verbandsgemeinde Landau-Land, dans l'arrondissement de la Route-du-Vin-du-Sud, en Rhénanie-Palatinat, dans l'ouest de l'Allemagne.
Elle est jumelée avec le village de Soucy dans l'Yonne, depuis 2006.

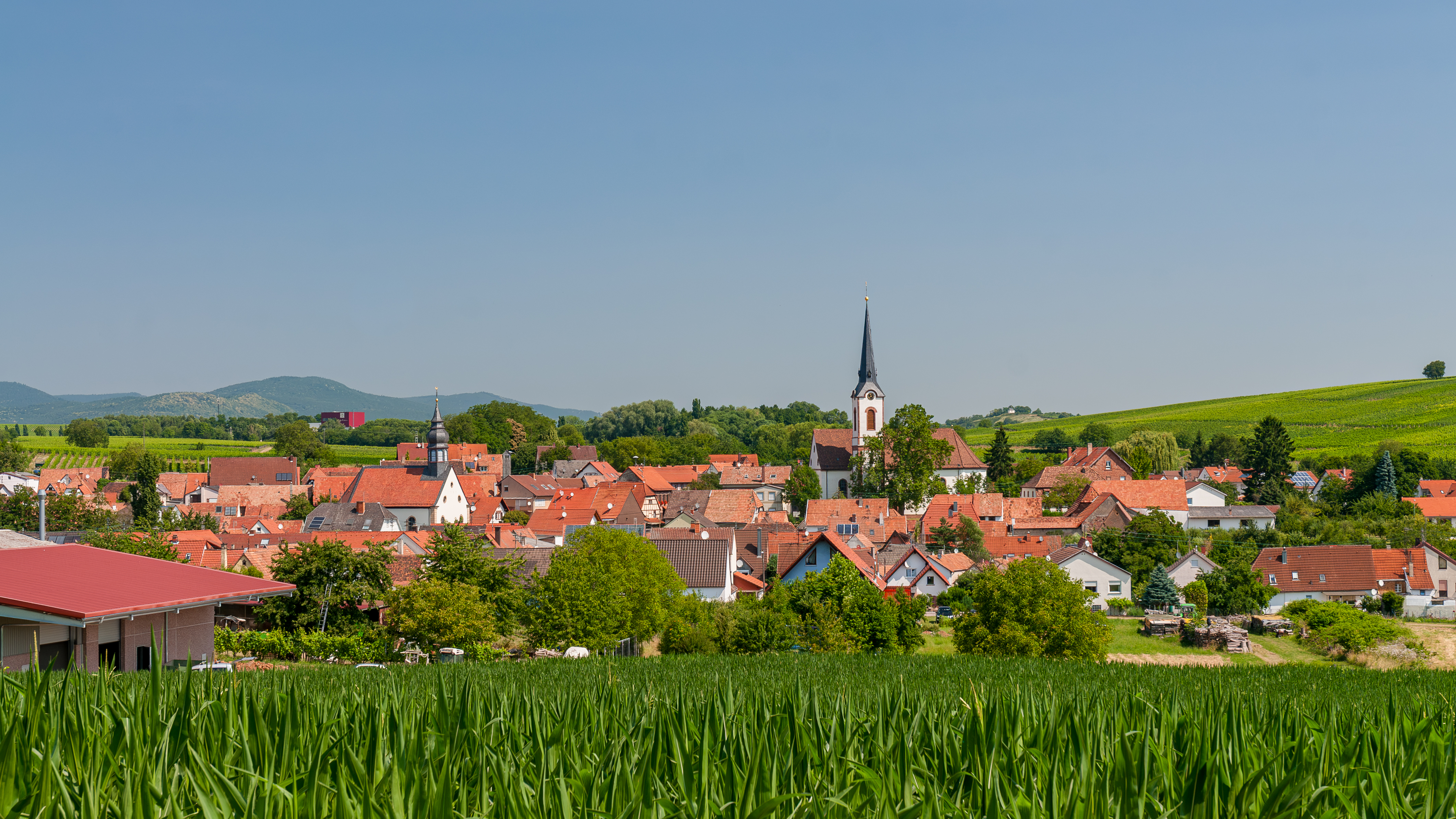
Vue du village.